# Блер (Вирџинија)
Блер (енгл. Blairs) насељено је место без административног статуса у америчкој савезној држави Вирџинија.

## Демографија
По попису из 2010. године број становника је 916.
| Група             | 2000.    | 2010.       |
| Белци             | 0 (0,0%) | 634 (69,2%) |
| Афроамериканци    | 0 (0,0%) | 240 (26,2%) |
| Азијати           | 0 (0,0%) | 3 (0,3%)    |
| Хиспаноамериканци | 0 (0,0%) | 27 (2,9%)   |
| Укупно            | 0        | 916         |